# فهرست قنات‌های شهرستان طرقبه شاندیز
جدول زیر براساس آمار وزارت جهاد کشاورزی تهیه شده‌است. فهرست زیر قنات‌های شهرستان طرقبه شاندیز در استان خراسان رضوی را نشان می‌دهد.
| نام قنات        | موقعیت                         | نزدیک‌ترین روستا  | طول قنات (متر) | تعداد میله چاه | عمق مادر چاه | دبی (لیتر بر ثانیه) | سطح زیر کشت (هکتار) |
| --------------- | ------------------------------ | ---------------- | -------------- | -------------- | ------------ | ------------------- | ------------------- |
| آب آشامیدنی     | بخش طرقبه شهرستان طرقبه شاندیز | نقندر            | ۲۰۰            | ۸              | ۴            | ۵                   | ۵                   |
| آب آشامیدنی     | بخش طرقبه شهرستان طرقبه شاندیز | نقندر            | ۱۰۰            | ۴              | ۳            | ۶                   | ۷                   |
| ابراهیم‌آباد     | بخش طرقبه شهرستان طرقبه شاندیز | سورسعدان         | ۱۵۰۰           | ۵۵             | ۱۰           | ۲۰                  | ۲۰                  |
| ابچکون          | بخش طرقبه شهرستان طرقبه شاندیز | جاغرق            | ۳۵۰            | ۱۲             | ۵            | ۱۲                  | ۱۲                  |
| ابکن            | بخش طرقبه شهرستان طرقبه شاندیز | ازغد             | ۷۰۰            | ۲۵             | ۱۵           | ۱۵                  | ۲۰                  |
| اخترشاه         | بخش طرقبه شهرستان طرقبه شاندیز | نقندر            | ۹۰۰            | ۳۵             | ۱۰           | ۶                   | ۵                   |
| ارباب علی       | بخش طرقبه شهرستان طرقبه شاندیز | مایون            | ۱۵۰            | ۶              | ۶            | ۳                   | ۳                   |
| ارچنگ           | بخش طرقبه شهرستان طرقبه شاندیز | ارچنگ            | ۲۰۰۰           | ۶۵             | ۱۵           | ۲                   | ۲                   |
| ازقلی           | بخش طرقبه شهرستان طرقبه شاندیز | گراخک            | ۲۰۰            | ۱۰             | ۶            | ۶                   | ۶                   |
| استخر آقا       | بخش طرقبه شهرستان طرقبه شاندیز | زشک              | ۳۰۰            | ۱۲             | ۶            | ۵                   | ۵                   |
| استخرخاکه       | بخش طرقبه شهرستان طرقبه شاندیز | زشک              | ۴۰۰            | ۲۰             | ۶            | ۵                   | ۵                   |
| استخرزیدی       | بخش طرقبه شهرستان طرقبه شاندیز | زشک              | ۱۵۰            | ۷              | ۵            | ۳                   | ۳                   |
| استخرنو         | بخش طرقبه شهرستان طرقبه شاندیز | زشک              | ۴۵۰            | ۲۰             | ۶            | ۵                   | ۵                   |
| اسفی زاده       | بخش طرقبه شهرستان طرقبه شاندیز | جاغرق            | ۱۵۰            | ۶              | ۳            | ۳                   | ۲                   |
| اسفی زاده       | بخش طرقبه شهرستان طرقبه شاندیز | جاغرق            | ۱۵۰            | ۶              | ۳            | ۲                   | ۲                   |
| اسکوئی          | بخش طرقبه شهرستان طرقبه شاندیز | شاندیز           | ۳۰۰            | ۱۰             | ۶            | ۳                   | ۳                   |
| اشترداران       | بخش طرقبه شهرستان طرقبه شاندیز | ارچنگ            | ۱۲۰۰           | ۴۵             | ۱۰           | ۳                   | ۳                   |
| اشنودر بالا     | بخش طرقبه شهرستان طرقبه شاندیز | زشک              | ۶۰             | ۴              | ۵            | ۴                   | ۳                   |
| اشنودر پائین    | بخش طرقبه شهرستان طرقبه شاندیز | زشک              | ۶۰             | ۴              | ۵            | ۴                   | ۱۴                  |
| اغل گفتار       | بخش طرقبه شهرستان طرقبه شاندیز | حصار             | ۱۰۰۰           | ۳۵             | ۱۴           | ۴۵                  | ۴۰                  |
| اغول مار        | بخش طرقبه شهرستان طرقبه شاندیز | کنگ              | ۶۰۰            | ۱۱             | ۱۲           | ۳                   | ۳                   |
| النگ بالا       | بخش طرقبه شهرستان طرقبه شاندیز | گراخک            | ۲۸۰            | ۱۱             | ۵            | ۶                   | ۵                   |
| النگ پائین      | بخش طرقبه شهرستان طرقبه شاندیز | گراخک            | ۲۵۰            | ۱۰             | ۴            | ۶                   | ۵                   |
| اهنی            | بخش طرقبه شهرستان طرقبه شاندیز | کلاته آهن        | ۵۵۰            | ۲۰             | ۸            | ۶                   | ۴                   |
| اوونج           | بخش طرقبه شهرستان طرقبه شاندیز | مایان بالا       | ۹۰۰            | ۳۵             | ۱۲           | ۱۵                  | ۱۲                  |
| بازبهی          | بخش طرقبه شهرستان طرقبه شاندیز | مغان             | ۲۰۰            | ۷              | ۶            | ۷                   | ۷                   |
| بازخانی علیا    | بخش طرقبه شهرستان طرقبه شاندیز | نقندر            | ۱۲۰            | ۵              | ۳            | ۲                   | ۱                   |
| بازخانی علیا    | بخش طرقبه شهرستان طرقبه شاندیز | نقندر            | ۵۰۰            | ۱۸             | ۰            | ۱۲                  | ۱۰                  |
| بازخانی علیا    | بخش طرقبه شهرستان طرقبه شاندیز | نقندر            | ۲۵۰            | ۱۰             | ۵            | ۴                   | ۴                   |
| بازسرزاب علیا   | بخش طرقبه شهرستان طرقبه شاندیز | نقندر            | ۳۰۰            | ۱۲             | ۹            | ۵                   | ۵                   |
| بازقلی          | بخش طرقبه شهرستان طرقبه شاندیز | نقندر            | ۱۰۰            | ۴              | ۳            | ۲                   | ۲                   |
| بازملایون       | بخش طرقبه شهرستان طرقبه شاندیز | عنبران           | ۱۲۰            | ۴              | ۳            | ۲                   | ۲                   |
| بازملایون       | بخش طرقبه شهرستان طرقبه شاندیز | عنبران           | ۱۲۰            | ۴              | ۳            | ۲                   | ۲                   |
| بازه ازغد       | بخش طرقبه شهرستان طرقبه شاندیز | گراخک            | ۲۵۰            | ۱۲             | ۶            | ۴                   | ۴                   |
| بازه ازغد       | بخش طرقبه شهرستان طرقبه شاندیز | گراخک            | ۱۵۰            | ۸              | ۶            | ۴                   | ۴                   |
| بازه انجیر      | بخش طرقبه شهرستان طرقبه شاندیز | جا قرق           | ۴۰             | ۱۵             | ۶            | ۲۰                  | ۲                   |
| بازه انجیر      | بخش طرقبه شهرستان طرقبه شاندیز | جاغرق            | ۳۰۰            | ۱۴             | ۶            | ۷                   | ۷                   |
| بازه اورد       | بخش طرقبه شهرستان طرقبه شاندیز | جاغرق            | ۲۰۰            | ۷              | ۷            | ۲                   | ۳                   |
| بازه اورد       | بخش طرقبه شهرستان طرقبه شاندیز | جاغرق            | ۲۰۰            | ۷              | ۷            | ۳                   | ۶                   |
| بازه اورد       | بخش طرقبه شهرستان طرقبه شاندیز | جاغرق            | ۲۵۰            | ۸              | ۵            | ۲                   | ۲                   |
| بازه اورد       | بخش طرقبه شهرستان طرقبه شاندیز | جاغرق            | ۱۸۰            | ۷              | ۶            | ۲                   | ۲                   |
| بازه اولنگ      | بخش طرقبه شهرستان طرقبه شاندیز | گراخک            | ۴۰۰            | ۲۰             | ۸            | ۵                   | ۱۰                  |
| بازه باغ کریم   | بخش طرقبه شهرستان طرقبه شاندیز | ابرده            | ۲۰۰            | ۸              | ۵            | ۲                   | ۲                   |
| بازه باغ کریم   | بخش طرقبه شهرستان طرقبه شاندیز | ابرده            | ۱۰۰            | ۴              | ۳            | ۲                   | ۲                   |
| بازه باغ کریم   | بخش طرقبه شهرستان طرقبه شاندیز | ابرده            | ۲۰۰            | ۸              | ۵            | ۲                   | ۱                   |
| بازه بالا       | بخش طرقبه شهرستان طرقبه شاندیز | گراخک            | ۳۰۰            | ۱۲             | ۵            | ۴                   | ۳۰                  |
| بازه بالندر     | بخش طرقبه شهرستان طرقبه شاندیز | مایان پائین      | ۲۵۰            | ۹              | ۵            | ۲                   | ۲                   |
| بازه بذراکر     | بخش طرقبه شهرستان طرقبه شاندیز | طرقدر            | ۴۰۰            | ۱۵             | ۵            | ۳                   | ۳                   |
| بازه تخدر       | بخش طرقبه شهرستان طرقبه شاندیز | مغان             | ۲۱۰            | ۷              | ۶            | ۶                   | ۶                   |
| بازه تخدر       | بخش طرقبه شهرستان طرقبه شاندیز | مغان             | ۲۲۰            | ۸              | ۷            | ۲۰                  | ۶                   |
| بازه توسنجد     | بخش طرقبه شهرستان طرقبه شاندیز | گراخک            | ۷۵             | ۵              | ۳            | ۳                   | ۳                   |
| بازه توه        | بخش طرقبه شهرستان طرقبه شاندیز | گراخک            | ۲۵۰            | ۱۱             | ۴            | ۶                   | ۵                   |
| بازه حاجی       | بخش طرقبه شهرستان طرقبه شاندیز | نقندر            | ۱۲۰            | ۵              | ۴            | ۳                   | ۲                   |
| بازه حاجی       | بخش طرقبه شهرستان طرقبه شاندیز | نقندر            | ۱۲۰            | ۵              | ۴            | ۳                   | ۲                   |
| بازه حاجی       | بخش طرقبه شهرستان طرقبه شاندیز | نقندر            | ۱۰۰            | ۴              | ۳            | ۲                   | ۲                   |
| بازه خاتون      | بخش طرقبه شهرستان طرقبه شاندیز | مایان بالا       | ۴۵۰            | ۱۵             | ۵            | ۱۲                  | ۱۲                  |
| بازه خانی       | بخش طرقبه شهرستان طرقبه شاندیز | خادر             | ۳۵۰            | ۱۴             | ۶            | ۲۵                  | ۲۵                  |
| بازه خانی       | بخش طرقبه شهرستان طرقبه شاندیز | خادر             | ۵۰۰            | ۱۸             | ۸            | ۶                   | ۶                   |
| بازه خانی       | بخش طرقبه شهرستان طرقبه شاندیز | نقندر            | ۴۰۰            | ۱۴             | ۷            | ۱۵                  | ۱۵                  |
| بازه خوار       | بخش طرقبه شهرستان طرقبه شاندیز | خادر             | ۳۰۰            | ۱۰             | ۵            | ۴                   | ۴                   |
| بازه خوندر      | بخش طرقبه شهرستان طرقبه شاندیز | مغان             | ۳۰۰            | ۱۱             | ۷            | ۳                   | ۳                   |
| بازه خوندر      | بخش طرقبه شهرستان طرقبه شاندیز | مغان             | ۵۰۰            | ۱۸             | ۹            | ۳                   | ۳                   |
| بازه خوندر بالا | بخش طرقبه شهرستان طرقبه شاندیز | مغان             | ۲۰۰            | ۷              | ۶            | ۲                   | ۲                   |
| بازه دره کنگی   | بخش طرقبه شهرستان طرقبه شاندیز | نقندر            | ۵۰             | ۳              | ۳            | ۶                   | ۵                   |
| بازه دل جاغرق   | بخش طرقبه شهرستان طرقبه شاندیز | نقندر            | ۱۰۰            | ۵              | ۳            | ۳                   | ۳                   |
| بازه دلنواز     | بخش طرقبه شهرستان طرقبه شاندیز | نقندر            | ۷۰             | ۴              | ۳            | ۲                   | ۲                   |
| بازه دلنواز     | بخش طرقبه شهرستان طرقبه شاندیز | نقندر            | ۱۲۰            | ۶              | ۵            | ۳                   | ۲                   |
| بازه ریگی       | بخش طرقبه شهرستان طرقبه شاندیز | جاغرق            | ۲۰۰            | ۷              | ۴            | ۵                   | ۵                   |
| بازه ریگی       | بخش طرقبه شهرستان طرقبه شاندیز | جاغرق            | ۵۰۰            | ۱۸             | ۸            | ۶                   | ۵                   |
| بازه زشک        | بخش طرقبه شهرستان طرقبه شاندیز | ابرده            | ۴۰۰            | ۱۶             | ۶            | ۳                   | ۲                   |
| بازه زنبورگاه   | بخش طرقبه شهرستان طرقبه شاندیز | کلاته آهن        | ۲۵۰            | ۹              | ۵            | ۶                   | ۵                   |
| بازه زو         | بخش طرقبه شهرستان طرقبه شاندیز | مغان             | ۲۰۰            | ۷              | ۶            | ۷                   | ۷                   |
| بازه زو         | بخش طرقبه شهرستان طرقبه شاندیز | مغان             | ۲۰۰            | ۷              | ۶            | ۵                   | ۵                   |
| بازه زیدخادم    | بخش طرقبه شهرستان طرقبه شاندیز | ابرده            | ۳۰۰            | ۱۲             | ۵            | ۱                   | ۱                   |
| بازه سرزاب      | بخش طرقبه شهرستان طرقبه شاندیز | نقندر            | ۴۰۰            | ۱۴             | ۵            | ۶                   | ۶                   |
| بازه سرچشمه     | بخش طرقبه شهرستان طرقبه شاندیز | خادر             | ۵۰۰            | ۲۰             | ۹            | ۲                   | ۲                   |
| بازه سعدون      | بخش طرقبه شهرستان طرقبه شاندیز | ابرده            | ۱۵۰            | ۶              | ۴            | ۲                   | ۱                   |
| بازه سماق       | بخش طرقبه شهرستان طرقبه شاندیز | مغان             | ۳۰۰            | ۱۰             | ۷            | ۱۰                  | ۱۰                  |
| بازه طرقدر      | بخش طرقبه شهرستان طرقبه شاندیز | طرقدر            | ۴۰۰            | ۱۵             | ۸            | ۴                   | ۴                   |
| بازه عقل        | بخش طرقبه شهرستان طرقبه شاندیز | ابرده            | ۵۰             | ۳              | ۲            | ۳                   | ۲                   |
| بازه علی        | بخش طرقبه شهرستان طرقبه شاندیز | عنبران           | ۱۰۰            | ۳              | ۳            | ۲                   | ۴                   |
| بازه علی        | بخش طرقبه شهرستان طرقبه شاندیز | عنبران           | ۱۰۰            | ۴              | ۳            | ۴                   | ۴                   |
| بازه علی        | بخش طرقبه شهرستان طرقبه شاندیز | عنبران           | ۲۰۰            | ۷              | ۴            | ۵                   | ۵                   |
| بازه علی        | بخش طرقبه شهرستان طرقبه شاندیز | عنبران           | ۱۰۰            | ۳              | ۳            | ۳                   | ۳                   |
| بازه علیصدر     | بخش طرقبه شهرستان طرقبه شاندیز | جاغرق            | ۲۵۰            | ۹              | ۴            | ۲                   | ۲                   |
| بازه علیصدر     | بخش طرقبه شهرستان طرقبه شاندیز | جاغرق            | ۱۲۰            | ۴              | ۳            | ۲                   | ۳                   |
| بازه غفور       | بخش طرقبه شهرستان طرقبه شاندیز | ابرده            | ۳۰۰            | ۱۲             | ۷            | ۱                   | ۲                   |
| بازه قلی        | بخش طرقبه شهرستان طرقبه شاندیز | نقندر            | ۲۰۰            | ۸              | ۴            | ۳                   | ۳                   |
| بازه قوره       | بخش طرقبه شهرستان طرقبه شاندیز | عنبران           | ۱۰۰            | ۴              | ۳            | ۲                   | ۲                   |
| بازه لویران     | بخش طرقبه شهرستان طرقبه شاندیز | کنگ              | ۶۰             | ۳              | ۴            | ۲                   | ۲                   |
| بازه مجقدر      | بخش طرقبه شهرستان طرقبه شاندیز | عنبران           | ۲۵۰            | ۱۰             | ۴            | ۲                   | ۲                   |
| بازه مجقدر      | بخش طرقبه شهرستان طرقبه شاندیز | عنبران           | ۲۵۰            | ۹              | ۵            | ۴                   | ۴                   |
| بازه مجقدر      | بخش طرقبه شهرستان طرقبه شاندیز | عنبران           | ۲۰۰            | ۸              | ۴            | ۲                   | ۲                   |
| بازه محمد       | بخش طرقبه شهرستان طرقبه شاندیز | مغان             | ۲۰۰            | ۷              | ۵            | ۳                   | ۳                   |
| بازه محمد       | بخش طرقبه شهرستان طرقبه شاندیز | مغان             | ۱۵۰            | ۶              | ۴            | ۳                   | ۳                   |
| بازه محمد       | بخش طرقبه شهرستان طرقبه شاندیز | مغان             | ۱۵۰            | ۵              | ۴            | ۳                   | ۲                   |
| بازه محمد       | بخش طرقبه شهرستان طرقبه شاندیز | خانرود           | ۷۰             | ۳              | ۳            | ۵                   | ۵                   |
| بازه محمد       | بخش طرقبه شهرستان طرقبه شاندیز | خانرود           | ۱۶۰            | ۵              | ۴            | ۵                   | ۵                   |
| بازه محمد       | بخش طرقبه شهرستان طرقبه شاندیز | مغان             | ۱۶۰            | ۶              | ۵            | ۶                   | ۵                   |
| بازه محمد       | بخش طرقبه شهرستان طرقبه شاندیز | خانرود           | ۲۲۰            | ۸              | ۵            | ۵                   | ۳                   |
| بازه ملو        | بخش طرقبه شهرستان طرقبه شاندیز | مج               | ۶۰             | ۲              | ۲            | ۲                   | ۲                   |
| بازه ملکا       | بخش طرقبه شهرستان طرقبه شاندیز | ابرده            | ۲۰۰            | ۸              | ۴            | ۲                   | ۲                   |
| بازه موسی       | بخش طرقبه شهرستان طرقبه شاندیز | مغان             | ۲۰۰            | ۷              | ۶            | ۵                   | ۵                   |
| بازه موسی       | بخش طرقبه شهرستان طرقبه شاندیز | مغان             | ۲۰۰            | ۷              | ۶            | ۷                   | ۷                   |
| بازه مکان       | بخش طرقبه شهرستان طرقبه شاندیز | مایان وسطی       | ۵۰۰            | ۱۸             | ۷            | ۵                   | ۵                   |
| بازه مکان       | بخش طرقبه شهرستان طرقبه شاندیز | مایان وسطی       | ۴۵۰            | ۱۴             | ۵            | ۴                   | ۴                   |
| بازه مکان       | بخش طرقبه شهرستان طرقبه شاندیز | مایان وسطی       | ۵۵۰            | ۲۰             | ۶            | ۵                   | ۵                   |
| بازه مکان       | بخش طرقبه شهرستان طرقبه شاندیز | مایان وسطی       | ۴۵۰            | ۱۶             | ۵            | ۴                   | ۴                   |
| بازه مکان       | بخش طرقبه شهرستان طرقبه شاندیز | مایان وسطی       | ۸۰۰            | ۳۰             | ۷            | ۶                   | ۵                   |
| بازه نامدار     | بخش طرقبه شهرستان طرقبه شاندیز | نقندر            | ۶۰             | ۴              | ۴            | ۳                   | ۳                   |
| بازه نامدار     | بخش طرقبه شهرستان طرقبه شاندیز | نقندر            | ۶۰             | ۴              | ۴            | ۳                   | ۳                   |
| بازه نامدار     | بخش طرقبه شهرستان طرقبه شاندیز | نقندر            | ۷۰             | ۳              | ۳            | ۳                   | ۴                   |
| بازه نربو       | بخش طرقبه شهرستان طرقبه شاندیز | طرقدر            | ۳۵۰            | ۱۲             | ۵            | ۳                   | ۲                   |
| بازه نقندر      | بخش طرقبه شهرستان طرقبه شاندیز | ابرده            | ۱۲۰            | ۵              | ۳            | ۱                   | ۱                   |
| بازه نقندر      | بخش طرقبه شهرستان طرقبه شاندیز | ابرده            | ۲۵۰            | ۱۰             | ۵            | ۱                   | ۱                   |
| بازه نقندری     | بخش طرقبه شهرستان طرقبه شاندیز | برده             | ۱۷۰            | ۷              | ۴            | ۲                   | ۲                   |
| بازه نقندری     | بخش طرقبه شهرستان طرقبه شاندیز | ابرده            | ۱۵۰            | ۶              | ۴            | ۲                   | ۲                   |
| بازه نقیها      | بخش طرقبه شهرستان طرقبه شاندیز | نقندر            | ۱۰۰            | ۴              | ۴            | ۳                   | ۲                   |
| بازه نقیها      | بخش طرقبه شهرستان طرقبه شاندیز | نقندر            | ۵۰             | ۳              | ۳            | ۲                   | ۳                   |
| بازه نو         | بخش طرقبه شهرستان طرقبه شاندیز | گراخک            | ۲۵۰            | ۱۰             | ۵            | ۴                   | ۴                   |
| بازه نی سفلی    | بخش طرقبه شهرستان طرقبه شاندیز | نقندر            | ۴۰۰            | ۱۴             | ۶            | ۴                   | ۳                   |
| بازه نی علیا    | بخش طرقبه شهرستان طرقبه شاندیز | نقندر            | ۴۰۰            | ۱۵             | ۶            | ۴                   | ۴                   |
| بازه وزو        | بخش طرقبه شهرستان طرقبه شاندیز | مایان وسطی       | ۱۵۰            | ۵              | ۳            | ۲                   | ۲                   |
| بازه پائین      | بخش طرقبه شهرستان طرقبه شاندیز | گراخک            | ۳۰۰            | ۱۵             | ۵            | ۶                   | ۵                   |
| بازه پشته بست   | بخش طرقبه شهرستان طرقبه شاندیز | ابرده            | ۸۰             | ۳              | ۳            | ۲                   | ۱                   |
| بازه پشته بست   | بخش طرقبه شهرستان طرقبه شاندیز | ابرده            | ۸۰             | ۳              | ۲            | ۲                   | ۱                   |
| بازه پشته بست   | بخش طرقبه شهرستان طرقبه شاندیز | ابرده            | ۷۰             | ۳              | ۲            | ۲                   | ۲                   |
| بازه چبرا       | بخش طرقبه شهرستان طرقبه شاندیز | مغان             | ۱۰۰            | ۴              | ۴            | ۴                   | ۴                   |
| بازه چشمه       | بخش طرقبه شهرستان طرقبه شاندیز | ابرده            | ۲۵۰            | ۱۰             | ۵            | ۱                   | ۲                   |
| بازه چوبی دره   | بخش طرقبه شهرستان طرقبه شاندیز | عنبران           | ۳۵۰            | ۱۲             | ۵            | ۴                   | ۴                   |
| بازه کشت دره    | بخش طرقبه شهرستان طرقبه شاندیز | نقندر            | ۲۰۰            | ۸              | ۵            | ۶                   | ۵                   |
| بازه کلاته      | بخش طرقبه شهرستان طرقبه شاندیز | خانرود           | ۱۵۰            | ۵              | ۵            | ۷                   | ۵                   |
| بازه کمی        | بخش طرقبه شهرستان طرقبه شاندیز | مغان             | ۳۰۰            | ۱۲             | ۷            | ۱۵                  | ۱۲                  |
| بازه کوشکوندر   | بخش طرقبه شهرستان طرقبه شاندیز | ابرده            | ۲۰۰            | ۸              | ۵            | ۲                   | ۲                   |
| بازه کوشکوندر   | بخش طرقبه شهرستان طرقبه شاندیز | ابرده            | ۲۷۰            | ۱۰             | ۵            | ۲                   | ۲                   |
| بازه کینگی      | بخش طرقبه شهرستان طرقبه شاندیز | ابرده            | ۲۰             | ۲              | ۲            | ۲                   | ۱                   |
| بازه کینگی      | بخش طرقبه شهرستان طرقبه شاندیز | ابرده            | ۳۰             | ۲              | ۲            | ۲                   | ۲                   |
| بازه گلها       | بخش طرقبه شهرستان طرقبه شاندیز | ابرده            | ۳۰۰            | ۱۵             | ۶            | ۴                   | ۴                   |
| بازه گوشدره     | بخش طرقبه شهرستان طرقبه شاندیز | کنگ              | ۱۵۰            | ۷              | ۴            | ۵                   | ۳                   |
| بازه‌اینگوش      | بخش طرقبه شهرستان طرقبه شاندیز | ابرده            | ۲۰۰            | ۷              | ۴            | ۲                   | ۲                   |
| بازه‌اینگوش      | بخش طرقبه شهرستان طرقبه شاندیز | ابرده            | ۱۰۰            | ۴              | ۳            | ۲                   | ۱                   |
| بازه‌اینگوش      | بخش طرقبه شهرستان طرقبه شاندیز | ابرده            | ۸۰             | ۳              | ۳            | ۲                   | ۱                   |
| بازه‌اینگوش      | بخش طرقبه شهرستان طرقبه شاندیز | ابرده            | ۱۰۰            | ۴              | ۳            | ۲                   | ۲                   |
| بازه‌اینگویش     | بخش طرقبه شهرستان طرقبه شاندیز | ابرده            | ۸۰             | ۴              | ۳            | ۳                   | ۳                   |
| بازکینگی        | بخش طرقبه شهرستان طرقبه شاندیز | ابرده            | ۱۶۰            | ۷              | ۴            | ۳                   | ۳                   |
| بازکینگی        | بخش طرقبه شهرستان طرقبه شاندیز | ابرده            | ۱۵۰            | ۶              | ۴            | ۱                   | ۲                   |
| بازکینگی        | بخش طرقبه شهرستان طرقبه شاندیز | ابرده            | ۱۵۰            | ۶              | ۳            | ۳                   | ۳                   |
| بازکینگی        | بخش طرقبه شهرستان طرقبه شاندیز | ابرده            | ۵۰             | ۳              | ۲            | ۱                   | ۱                   |
| بازکینگی        | بخش طرقبه شهرستان طرقبه شاندیز | ابرده            | ۱۵۰            | ۷              | ۳            | ۴                   | ۴                   |
| باغ بهار        | بخش طرقبه شهرستان طرقبه شاندیز | عنبران           | ۴۵۰            | ۱۵             | ۶            | ۵                   | ۵                   |
| باغ چشمه        | بخش طرقبه شهرستان طرقبه شاندیز | خانرود           | ۱۵۰            | ۵              | ۴            | ۲                   | ۲                   |
| باغ کاه         | بخش طرقبه شهرستان طرقبه شاندیز | مایون            | ۱۵۰            | ۵              | ۴            | ۸                   | ۶                   |
| بزل وار         | بخش طرقبه شهرستان طرقبه شاندیز | مایان وسطی       | ۲۰۰            | ۷              | ۵            | ۳                   | ۳                   |
| بزل وار         | بخش طرقبه شهرستان طرقبه شاندیز | مایان وسطی       | ۲۰۰            | ۷              | ۴            | ۳                   | ۲                   |
| بلبل            | بخش طرقبه شهرستان طرقبه شاندیز | عنبران           | ۸۰۰            | ۳۰             | ۱۰           | ۱۵                  | ۱۲                  |
| بن زار          | بخش طرقبه شهرستان طرقبه شاندیز | کنگ              | ۳۰             | ۲              | ۲            | ۲                   | ۲                   |
| بن زار          | بخش طرقبه شهرستان طرقبه شاندیز | کنگ              | ۳۰             | ۲              | ۲            | ۲                   | ۲                   |
| بندر وسط        | بخش طرقبه شهرستان طرقبه شاندیز | بندر وسط ابرده   | ۲۰۰            | ۸              | ۵            | ۷                   | ۷                   |
| بندر پائین      | بخش طرقبه شهرستان طرقبه شاندیز | ابرده علیا       | ۲۰۰            | ۸              | ۵            | ۳                   | ۳                   |
| بندربالا علیا   | بخش طرقبه شهرستان طرقبه شاندیز | بندر علیاابرده   | ۶۰۰            | ۲۵             | ۹            | ۵                   | ۵                   |
| بهار درخت       | بخش طرقبه شهرستان طرقبه شاندیز | ابرده            | ۲۵۰            | ۱۰             | ۷            | ۶                   | ۶                   |
| بودونابود سفلی  | بخش طرقبه شهرستان طرقبه شاندیز | جاغرق            | ۱۵۰            | ۶              | ۳            | ۲                   | ۲                   |
| بودونابود سفلی  | بخش طرقبه شهرستان طرقبه شاندیز | جاغرق            | ۲۰۰            | ۸              | ۴            | ۹                   | ۱۰                  |
| بودونابود سفلی  | بخش طرقبه شهرستان طرقبه شاندیز | جاغرق            | ۲۵۰            | ۹              | ۵            | ۲                   | ۲                   |
| بودونابود علیا  | بخش طرقبه شهرستان طرقبه شاندیز | جاغرق            | ۲۲۰            | ۸              | ۴            | ۶                   | ۵                   |
| بیوک            | بخش طرقبه شهرستان طرقبه شاندیز | ابرده            | ۳۰۰            | ۱۱             | ۶            | ۵                   | ۵                   |
| بیوک بالا       | بخش طرقبه شهرستان طرقبه شاندیز | ابرده            | ۲۵۰            | ۰              | ۶            | ۵                   | ۵                   |
| تجندون          | بخش طرقبه شهرستان طرقبه شاندیز | مایان بالا       | ۱۵۰            | ۶              | ۴            | ۲                   | ۲                   |
| تشتر            | بخش طرقبه شهرستان طرقبه شاندیز | ازغد             | ۲۵۰            | ۹              | ۵            | ۱۲                  | ۱۲                  |
| تشترغلامعلی     | بخش طرقبه شهرستان طرقبه شاندیز | ازغد             | ۱۰۰            | ۴              | ۳            | ۸                   | ۸                   |
| تمنو            | بخش طرقبه شهرستان طرقبه شاندیز | جاغرق            | ۴۰۰            | ۱۴             | ۶            | ۵                   | ۵                   |
| تنگ اسب         | بخش طرقبه شهرستان طرقبه شاندیز | خانرود           | ۱۷۰            | ۶              | ۶            | ۲                   | ۲                   |
| تنگل            | بخش طرقبه شهرستان طرقبه شاندیز | ازغد             | ۶۰             | ۳              | ۳            | ۷                   | ۷                   |
| تودره           | بخش طرقبه شهرستان طرقبه شاندیز | مایان وسطی       | ۲۰۰            | ۷              | ۳            | ۳                   | ۳                   |
| جوی بزرگ        | بخش طرقبه شهرستان طرقبه شاندیز | سرآسیاب          | ۱۰۰۰           | ۳۵             | ۱۴           | ۹۵                  | ۱۰۰                 |
| جوی بزرگ        | بخش طرقبه شهرستان طرقبه شاندیز | سرآسیاب          | ۳۵۰            | ۱۵             | ۱۳           | ۵                   | ۱۰                  |
| جوی پشته        | بخش طرقبه شهرستان طرقبه شاندیز | طرقدر            | ۱۵۰            | ۶              | ۴            | ۱۲                  | ۱۰                  |
| جوی گوشتی       | بخش طرقبه شهرستان طرقبه شاندیز | طرقدر            | ۴۰۰            | ۱۵             | ۶            | ۱۵                  | ۱۲                  |
| حاج خاتون       | بخش طرقبه شهرستان طرقبه شاندیز | مایان بالا       | ۳۰۰            | ۱۰             | ۵            | ۷                   | ۷                   |
| حاج کاظم اسله   | بخش طرقبه شهرستان طرقبه شاندیز | حصار             | ۱۵۰            | ۵              | ۴            | ۲                   | ۲                   |
| حاجی‌آباد        | بخش طرقبه شهرستان طرقبه شاندیز | جاغرق            | ۱۵۰            | ۶              | ۴            | ۲                   | ۲                   |
| حسن‌آباد         | بخش طرقبه شهرستان طرقبه شاندیز | حسن‌آباد          | ۳۰۰۰           | ۱۰۰            | ۲۷           | ۶۰                  | ۵۰                  |
| حسینی           | بخش طرقبه شهرستان طرقبه شاندیز | شاندیز           | ۱۲۰۰           | ۴۲             | ۱۰           | ۶                   | ۵                   |
| حصارسرخ         | بخش طرقبه شهرستان طرقبه شاندیز | حصارسرخ          | ۲۰۰۰           | ۷۰             | ۱۷           | ۷۰                  | ۱۰۰                 |
| درخت جوز        | بخش طرقبه شهرستان طرقبه شاندیز | ابرده            | ۲۵۰            | ۱۰             | ۸            | ۷                   | ۷                   |
| درخت سیب        | بخش طرقبه شهرستان طرقبه شاندیز | جاغرق            | ۲۰۰            | ۸              | ۴            | ۲                   | ۲                   |
| درن سنجیدر      | بخش طرقبه شهرستان طرقبه شاندیز | کنگ              | ۵۰             | ۴              | ۴            | ۲                   | ۲                   |
| دره تل نیش      | بخش طرقبه شهرستان طرقبه شاندیز | کنگ              | ۱۰۰            | ۶              | ۵            | ۱۰                  | ۱۰                  |
| دره رمضانعلی    | بخش طرقبه شهرستان طرقبه شاندیز | کنگ              | ۳۰             | ۳              | ۴            | ۲                   | ۲                   |
| دره سمینو       | بخش طرقبه شهرستان طرقبه شاندیز | کنگ              | ۵۰             | ۳              | ۳            | ۳                   | ۳                   |
| دره عرب         | بخش طرقبه شهرستان طرقبه شاندیز | کنگ              | ۵۰             | ۳              | ۴            | ۳                   | ۳                   |
| دره کاج در      | بخش طرقبه شهرستان طرقبه شاندیز | کنگ              | ۵۰             | ۳              | ۳            | ۲                   | ۲                   |
| دره کاج در      | بخش طرقبه شهرستان طرقبه شاندیز | کنگ              | ۱۰۰            | ۵              | ۳            | ۲                   | ۲                   |
| دره کمکهنه      | بخش طرقبه شهرستان طرقبه شاندیز | کنگ              | ۵۰             | ۴              | ۳            | ۲                   | ۲                   |
| دره کمکهنه      | بخش طرقبه شهرستان طرقبه شاندیز | کنگ              | ۳۰             | ۲              | ۲            | ۲                   | ۲                   |
| دره کهکته       | بخش طرقبه شهرستان طرقبه شاندیز | کنگ              | ۴۰             | ۳              | ۳            | ۲                   | ۲                   |
| دره گخیدر       | بخش طرقبه شهرستان طرقبه شاندیز | کنگ              | ۳۰             | ۳              | ۲            | ۲                   | ۲                   |
| دم بازجدور      | بخش طرقبه شهرستان طرقبه شاندیز | گراخک            | ۲۵۰            | ۱۰             | ۵            | ۸                   | ۶                   |
| ده ور           | بخش طرقبه شهرستان طرقبه شاندیز | مایان بالا       | ۱۰۰            | ۴              | ۳            | ۲                   | ۲                   |
| دهنه کال پنیر   | بخش طرقبه شهرستان طرقبه شاندیز | حصار             | ۶۰۰            | ۲۲             | ۹            | ۱۸                  | ۱۸                  |
| دهنو            | بخش طرقبه شهرستان طرقبه شاندیز | دهنو             | ۱۰۰۰           | ۳۵             | ۵            | ۲۰                  | ۳۵                  |
| دوانی           | بخش طرقبه شهرستان طرقبه شاندیز | حصارسرخ          | ۲۵۰۰           | ۹۰             | ۲۵           | ۸                   | ۶                   |
| دیزدر           | بخش طرقبه شهرستان طرقبه شاندیز | دیزدر            | ۴۰۰            | ۱۴             | ۵            | ۳                   | ۳                   |
| دیزدر           | بخش طرقبه شهرستان طرقبه شاندیز | دیزدر            | ۳۵۰            | ۱۲             | ۶            | ۳                   | ۲                   |
| روح افزا        | بخش طرقبه شهرستان طرقبه شاندیز | سوران            | ۳۰۰۰           | ۱۱۰            | ۱۴           | ۱۰۰                 | ۱۵۰                 |
| رودخانه خوشرو   | بخش طرقبه شهرستان طرقبه شاندیز | لنگ              | ۶۰             | ۴              | ۳            | ۵                   | ۵                   |
| ریزی            | بخش طرقبه شهرستان طرقبه شاندیز | مایون            | ۶۰۰            | ۲۰             | ۶            | ۶                   | ۵                   |
| زاوه            | بخش طرقبه شهرستان طرقبه شاندیز | کنگ              | ۵۰             | ۴              | ۳            | ۴                   | ۴                   |
| زهب رود         | بخش طرقبه شهرستان طرقبه شاندیز | ازغد             | ۶۰۰            | ۲۵             | ۹            | ۱۵                  | ۱۵                  |
| زیدر بالا       | بخش طرقبه شهرستان طرقبه شاندیز | جاغرق            | ۳۵۰            | ۱۵             | ۶            | ۲۰                  | ۱۵                  |
| زیدرپا’ین       | بخش طرقبه شهرستان طرقبه شاندیز | جاغرق            | ۴۰۰            | ۱۵             | ۶            | ۲۰                  | ۲۰                  |
| ساقشک           | بخش طرقبه شهرستان طرقبه شاندیز | ساقشک            | ۳۰۰۰           | ۱۰۰            | ۲۲           | ۳۵                  | ۳۰                  |
| سالار حسن       | بخش طرقبه شهرستان طرقبه شاندیز | ابرده            | ۳۰۰            | ۱۷             | ۱۰           | ۵                   | ۴                   |
| سالار حسن       | بخش طرقبه شهرستان طرقبه شاندیز | ابرده            | ۳۰۰            | ۱۲             | ۷            | ۵                   | ۵                   |
| سر بشیر         | بخش طرقبه شهرستان طرقبه شاندیز | حصار             | ۸۰۰            | ۳۰             | ۱۲           | ۳۰                  | ۲۵                  |
| سربازه حصار     | بخش طرقبه شهرستان طرقبه شاندیز | زشک              | ۶۰             | ۴              | ۴            | ۳                   | ۳                   |
| سربازه گوشدره   | بخش طرقبه شهرستان طرقبه شاندیز | کنگ              | ۴۰۰            | ۱۵             | ۶            | ۵                   | ۵                   |
| سربازه گی       | بخش طرقبه شهرستان طرقبه شاندیز | خانرود           | ۱۲۰            | ۴              | ۵            | ۳                   | ۲                   |
| سربازه گی       | بخش طرقبه شهرستان طرقبه شاندیز | خانرود           | ۱۱۵            | ۴              | ۴            | ۳                   | ۲                   |
| سربش            | بخش طرقبه شهرستان طرقبه شاندیز | گراخک            | ۱۰۰            | ۴              | ۳            | ۴                   | ۴                   |
| سربیشه          | بخش طرقبه شهرستان طرقبه شاندیز | حصار             | ۱۰۰۰           | ۲۵             | ۱۰           | ۴۰                  | ۳۰                  |
| سرونون بالا     | بخش طرقبه شهرستان طرقبه شاندیز | گراخک            | ۱۴۰            | ۷              | ۶            | ۴                   | ۵                   |
| سرونون حبیب     | بخش طرقبه شهرستان طرقبه شاندیز | گراخک            | ۱۵۰            | ۶              | ۴            | ۶                   | ۵                   |
| سرونون پائین    | بخش طرقبه شهرستان طرقبه شاندیز | گراخک            | ۱۳۰            | ۶              | ۶            | ۶                   | ۶                   |
| سنجیدر          | بخش طرقبه شهرستان طرقبه شاندیز | کنگ              | ۴۰             | ۳              | ۳            | ۲                   | ۲                   |
| سنگ سفید        | بخش طرقبه شهرستان طرقبه شاندیز | کنگ              | ۲۰۰            | ۶              | ۱۴           | ۳                   | ۳                   |
| سنگ سفید        | بخش طرقبه شهرستان طرقبه شاندیز | ابرده            | ۲۵۰            | ۸              | ۶            | ۵                   | ۶                   |
| سوزن دره        | بخش طرقبه شهرستان طرقبه شاندیز | ابرده            | ۳۰۰            | ۱۰             | ۶            | ۳                   | ۲                   |
| سوله در         | بخش طرقبه شهرستان طرقبه شاندیز | دهبار            | ۱۵۰            | ۶              | ۴            | ۴                   | ۴                   |
| سیاه منصور      | بخش طرقبه شهرستان طرقبه شاندیز | جاغرق            | ۳۰۰            | ۱۱             | ۵            | ۸                   | ۸                   |
| سیاه کلاغ       | بخش طرقبه شهرستان طرقبه شاندیز | گراخک            | ۷۵۰            | ۲۵             | ۲۰           | ۵                   | ۱۰                  |
| شاخصه           | بخش طرقبه شهرستان طرقبه شاندیز | شاخصه            | ۶۰۰۰           | ۲۰۰            | ۳۵           | ۱۲۰                 | ۱۷۰                 |
| شاه آب          | بخش طرقبه شهرستان طرقبه شاندیز | جاغرق            | ۲۰۰            | ۸              | ۴            | ۲                   | ۲                   |
| شاه جوب         | بخش طرقبه شهرستان طرقبه شاندیز | مایون            | ۶۰۰            | ۲۲             | ۷            | ۶                   | ۵                   |
| شا’یده          | بخش طرقبه شهرستان طرقبه شاندیز | شائیده           | ۲۰۰۰           | ۷۰             | ۱۶           | ۲                   | ۲                   |
| شمر             | بخش طرقبه شهرستان طرقبه شاندیز | حصار             | ۷۰۰            | ۲۵             | ۱۳           | ۴۰                  | ۳۵                  |
| شمع علی         | بخش طرقبه شهرستان طرقبه شاندیز | چمعلی            | ۱۲۰۰           | ۴۵             | ۱۰           | ۱۰                  | ۱۰                  |
| صفی‌آباد         | بخش طرقبه شهرستان طرقبه شاندیز | صفی‌آباد          | ۱۳۰۰           | ۴۰             | ۶            | ۲۰                  | ۳۰                  |
| ضابطیان         | بخش طرقبه شهرستان طرقبه شاندیز | ازغد             | ۱۰۰            | ۴              | ۳            | ۳                   | ۲                   |
| طیبی            | بخش طرقبه شهرستان طرقبه شاندیز | ابرده            | ۱۲۰            | ۴              | ۵            | ۳                   | ۴                   |
| عباس‌آباد        | بخش طرقبه شهرستان طرقبه شاندیز | بزوشک            | ۳۵۰            | ۱۲             | ۵            | ۵                   | ۵                   |
| عبدالصمد        | بخش طرقبه شهرستان طرقبه شاندیز | ابرده            | ۲۵۰            | ۹              | ۵            | ۳                   | ۹                   |
| عبدالصمد        | بخش طرقبه شهرستان طرقبه شاندیز | ابرده            | ۲۵۰            | ۸              | ۵            | ۲                   | ۲                   |
| عبدالصمد        | بخش طرقبه شهرستان طرقبه شاندیز | ابرده            | ۲۰۰            | ۸              | ۴            | ۲                   | ۲                   |
| علی دی          | بخش طرقبه شهرستان طرقبه شاندیز | مایان بالا       | ۷۰             | ۳              | ۳            | ۲                   | ۲                   |
| علی پلنگ        | بخش طرقبه شهرستان طرقبه شاندیز | حصار             | ۶۰۰            | ۲۴             | ۹            | ۳۰                  | ۲۵                  |
| علیابالا        | بخش طرقبه شهرستان طرقبه شاندیز | کلاته ابراهیمخان | ۲۵۰۰           | ۹۰             | ۲۲           | ۲۵                  | ۲۰                  |
| فرخ‌آباد         | بخش طرقبه شهرستان طرقبه شاندیز | کنگ              | ۷۰             | ۴              | ۳            | ۳                   | ۲                   |
| قبرستان         | بخش طرقبه شهرستان طرقبه شاندیز | کنگ              | ۳۰             | ۲              | ۳            | ۲                   | ۲                   |
| قرقی            | بخش طرقبه شهرستان طرقبه شاندیز | قرقی             | ۳۰۰۰           | ۱۰۰            | ۲۳           | ۲۰                  | ۲۰                  |
| قنات بالا       | بخش طرقبه شهرستان طرقبه شاندیز | کلاته عبدل       | ۳۰۰            | ۱۲             | ۵            | ۱۰                  | ۱۰                  |
| قنات وسط        | بخش طرقبه شهرستان طرقبه شاندیز | کلاته عبدل       | ۴۰۰            | ۱۵             | ۶            | ۳                   | ۳                   |
| لویران          | بخش طرقبه شهرستان طرقبه شاندیز | کنگ              | ۷۰             | ۴              | ۴            | ۲                   | ۲                   |
| مجید زاده       | بخش طرقبه شهرستان طرقبه شاندیز | گراخک            | ۱۵۰            | ۷              | ۶            | ۵                   | ۴                   |
| محمدآباد        | بخش طرقبه شهرستان طرقبه شاندیز | کلاته معاون      | ۶۰۰            | ۲۰             | ۱۰           | ۳                   | ۲                   |
| محولاتی         | بخش طرقبه شهرستان طرقبه شاندیز | نقندر            | ۳۰۰            | ۱۰             | ۵            | ۲                   | ۲                   |
| مخکون           | بخش طرقبه شهرستان طرقبه شاندیز | مایان بالا       | ۱۵۰            | ۶              | ۴            | ۲                   | ۲                   |
| مرغزار          | بخش طرقبه شهرستان طرقبه شاندیز | مج               | ۱۵۰            | ۵              | ۵            | ۸                   | ۶                   |
| ملستون          | بخش طرقبه شهرستان طرقبه شاندیز | دهبار            | ۲۰۰            | ۸              | ۴            | ۴                   | ۴                   |
| مه سوران        | بخش طرقبه شهرستان طرقبه شاندیز | حصار             | ۷۰۰            | ۲۵             | ۷            | ۲۰                  | ۱۵                  |
| مورزگاو         | بخش طرقبه شهرستان طرقبه شاندیز | کنگ              | ۱۲۰            | ۶              | ۲۰           | ۳                   | ۳                   |
| میان جوی        | بخش طرقبه شهرستان طرقبه شاندیز | خادر             | ۴۰۰            | ۱۴             | ۸            | ۲۰                  | ۲۰                  |
| میرحسنی         | بخش طرقبه شهرستان طرقبه شاندیز | کنگ              | ۵۰             | ۴              | ۳            | ۲                   | ۲                   |
| نصوح‌آباد        | بخش طرقبه شهرستان طرقبه شاندیز | نصوح‌آباد         | ۳۰۰۰           | ۱۱۰            | ۱۸           | ۱۵                  | ۱۵                  |
| نغندر           | بخش طرقبه شهرستان طرقبه شاندیز | نغندر            | ۴۵             | ۲۲             | ۱۲           | ۲۰                  | ۳۰                  |
| نقندر           | بخش طرقبه شهرستان طرقبه شاندیز | نقندر            | ۶۰             | ۴              | ۳            | ۲                   | ۲                   |
| نقیب پائین      | بخش طرقبه شهرستان طرقبه شاندیز | مایان بالا       | ۹۰۰            | ۳۵             | ۱۰           | ۱۰                  | ۱۰                  |
| نورآباد ویرانی  | بخش طرقبه شهرستان طرقبه شاندیز | ویرانی           | ۵۰۰۰           | ۱۷۰            | ۴۰           | ۱۹                  | ۲۰                  |
| نوچاه           | بخش طرقبه شهرستان طرقبه شاندیز | نوچاه            | ۱۲۰۰           | ۵۰             | ۷            | ۵۰                  | ۶۰                  |
| ورثه منصوری     | بخش طرقبه شهرستان طرقبه شاندیز | داغستان          | ۴۵۰            | ۱۷             | ۶            | ۱۵                  | ۱۵                  |
| ویرانی          | بخش طرقبه شهرستان طرقبه شاندیز | ویرانی           | ۴۰۰۰           | ۱۴۰            | ۲۸           | ۱۰                  | ۱۵                  |
| پائین           | بخش طرقبه شهرستان طرقبه شاندیز | کلاته ابراهیم    | ۱۰۰۰           | ۳۵             | ۱۲           | ۱۵                  | ۱۲                  |
| پس حصار         | بخش طرقبه شهرستان طرقبه شاندیز | مایان بالا       | ۷۰۰            | ۲۵             | ۸            | ۱۲                  | ۱۲                  |
| پس پس           | بخش طرقبه شهرستان طرقبه شاندیز | مایان بالا       | ۱۰۰۰           | ۳۵             | ۷            | ۲۰                  | ۲۰                  |
| پشته بسته       | بخش طرقبه شهرستان طرقبه شاندیز | ابرده            | ۷۰             | ۳              | ۳            | ۲                   | ۲                   |
| پنیرور          | بخش طرقبه شهرستان طرقبه شاندیز | حصار             | ۲۰۰            | ۷              | ۴            | ۱۵                  | ۱۲                  |
| چاهشک           | بخش طرقبه شهرستان طرقبه شاندیز | چاهشک            | ۹۰۰            | ۳۰             | ۶            | ۲۰                  | ۲۶                  |
| چراغها          | بخش طرقبه شهرستان طرقبه شاندیز | مایان پائین      | ۳۵۰            | ۱۲             | ۴            | ۳                   | ۳                   |
| چشمه خان        | بخش طرقبه شهرستان طرقبه شاندیز | گوش سنگ          | ۱۰۰            | ۵              | ۴            | ۲                   | ۲                   |
| چشمه عسل        | بخش طرقبه شهرستان طرقبه شاندیز | نقندر            | ۱۰۰۰           | ۳۵             | ۱۲           | ۵                   | ۵                   |
| چشمه نو         | بخش طرقبه شهرستان طرقبه شاندیز | مایون            | ۱۰۰۰           | ۳۵             | ۱۰           | ۸                   | ۸                   |
| چنارمحب         | بخش طرقبه شهرستان طرقبه شاندیز | جاغرق            | ۳۰۰            | ۱۲             | ۵            | ۲                   | ۲                   |
| چنارمحب         | بخش طرقبه شهرستان طرقبه شاندیز | جاغرق            | ۲۰۰            | ۷              | ۴            | ۲                   | ۲                   |
| چنارمحب         | بخش طرقبه شهرستان طرقبه شاندیز | جاغرق            | ۴۰۰            | ۱۵             | ۷            | ۳                   | ۲                   |
| چهنو            | بخش طرقبه شهرستان طرقبه شاندیز | ابرده            | ۱۵۰            | ۶              | ۴            | ۲                   | ۹                   |
| چوبچه باغسر     | بخش طرقبه شهرستان طرقبه شاندیز | سرآسیاب          | ۳۰۰            | ۱۳             | ۵            | ۲                   | ۲                   |
| چورده           | بخش طرقبه شهرستان طرقبه شاندیز | جاغرق            | ۴۰۰            | ۱۵             | ۶            | ۵                   | ۴                   |
| چونیدر          | بخش طرقبه شهرستان طرقبه شاندیز | چونیدر           | ۱۰۰۰           | ۳۵             | ۱۵           | ۱۸                  | ۲۰                  |
| کاج در          | بخش طرقبه شهرستان طرقبه شاندیز | کنگ              | ۱۵۰            | ۶              | ۴            | ۳                   | ۳                   |
| کاخ کو          | بخش طرقبه شهرستان طرقبه شاندیز | ازغد             | ۵۰             | ۲              | ۳            | ۵                   | ۵                   |
| کاریز           | بخش طرقبه شهرستان طرقبه شاندیز | گراخک            | ۱۲۰            | ۵              | ۵            | ۶                   | ۶                   |
| کاریز           | بخش طرقبه شهرستان طرقبه شاندیز | گراخک            | ۱۵۰            | ۷              | ۵            | ۶                   | ۶                   |
| کاریز           | بخش طرقبه شهرستان طرقبه شاندیز | کاریزنو          | ۱۵۰۰           | ۵۵             | ۷            | ۱۰                  | ۱۰                  |
| کاریز بالا      | بخش طرقبه شهرستان طرقبه شاندیز | گراخک            | ۱۷۰            | ۷              | ۴            | ۳                   | ۳                   |
| کاریز دشتیها    | بخش طرقبه شهرستان طرقبه شاندیز | گراخک            | ۲۰۰            | ۹              | ۷            | ۶                   | ۶                   |
| کاریز سرخی      | بخش طرقبه شهرستان طرقبه شاندیز | شاندیز           | ۲۰۰            | ۷              | ۵            | ۳                   | ۲                   |
| کاریز سوسو      | بخش طرقبه شهرستان طرقبه شاندیز | گراخک            | ۲۰۰            | ۹              | ۷            | ۶                   | ۴                   |
| کاریز عسگر      | بخش طرقبه شهرستان طرقبه شاندیز | گراخک            | ۱۵۰            | ۶              | ۵            | ۵                   | ۵                   |
| کاریز غلام      | بخش طرقبه شهرستان طرقبه شاندیز | گراخک            | ۲۵۰            | ۱۰             | ۸            | ۸                   | ۸                   |
| کاریز غلام      | بخش طرقبه شهرستان طرقبه شاندیز | گراخک            | ۲۵۰            | ۱۲             | ۶            | ۵                   | ۶                   |
| کاریز نو        | بخش طرقبه شهرستان طرقبه شاندیز | گراخک            | ۶۲۵            | ۲۵             | ۹            | ۸                   | ۱۰                  |
| کاریزبلور       | بخش طرقبه شهرستان طرقبه شاندیز | بزوشک            | ۵۰۰            | ۱۷             | ۷            | ۷                   | ۷                   |
| کاریزرودخانه    | بخش طرقبه شهرستان طرقبه شاندیز | گراخک            | ۵۰             | ۴              | ۳            | ۳                   | ۳                   |
| کاریزمیون       | بخش طرقبه شهرستان طرقبه شاندیز | گراخک            | ۳۰۰            | ۱۲             | ۶            | ۸                   | ۵                   |
| کاریزنو         | بخش طرقبه شهرستان طرقبه شاندیز | شاندیز           | ۱۰۰۰           | ۳۵             | ۱۰           | ۵                   | ۵                   |
| کاریزنو         | بخش طرقبه شهرستان طرقبه شاندیز | شاندیز           | ۲۰۰۰           | ۶۵             | ۱۸           | ۵                   | ۵                   |
| کاریزپا’ین      | بخش طرقبه شهرستان طرقبه شاندیز | گراخک            | ۱۵۰            | ۷              | ۶            | ۶                   | ۴                   |
| کال بازه حصار   | بخش طرقبه شهرستان طرقبه شاندیز | نقندر            | ۱۵۰            | ۶              | ۶            | ۲                   | ۲                   |
| کال بازه دره    | بخش طرقبه شهرستان طرقبه شاندیز | نقندر            | ۱۵۰            | ۶              | ۴            | ۲                   | ۲                   |
| کال بازه دره    | بخش طرقبه شهرستان طرقبه شاندیز | نقندر            | ۱۵۰            | ۶              | ۴            | ۳                   | ۲                   |
| کال بازه کمی    | بخش طرقبه شهرستان طرقبه شاندیز | مغان             | ۱۰۰            | ۴              | ۳            | ۸                   | ۶                   |
| کال بزرگ        | بخش طرقبه شهرستان طرقبه شاندیز | خادر             | ۱۰۰            | ۴              | ۳            | ۲                   | ۲                   |
| کال بلقیس زار   | بخش طرقبه شهرستان طرقبه شاندیز | نقندر            | ۱۰۰            | ۴              | ۳            | ۳                   | ۳                   |
| کال بندر        | بخش طرقبه شهرستان طرقبه شاندیز | ابراهیم‌آباد      | ۱۱۰۰           | ۵۵             | ۲۲           | ۵                   | ۲۰                  |
| کال تخته رود    | بخش طرقبه شهرستان طرقبه شاندیز | خانرود           | ۳۵۰            | ۱۲             | ۶            | ۵                   | ۵                   |
| کال تخته رود    | بخش طرقبه شهرستان طرقبه شاندیز | خانرود           | ۳۵۰            | ۱۲             | ۶            | ۵                   | ۵                   |
| کال رجبعلی      | بخش طرقبه شهرستان طرقبه شاندیز | ازغد             | ۱۲۰            | ۴              | ۳            | ۲                   | ۲                   |
| کال رجبعلی      | بخش طرقبه شهرستان طرقبه شاندیز | ازغد             | ۷۰             | ۳              | ۳            | ۲                   | ۲                   |
| کال سرخ         | بخش طرقبه شهرستان طرقبه شاندیز | نقندر            | ۱۲۰            | ۴              | ۳            | ۲                   | ۲                   |
| کال قبرستان     | بخش طرقبه شهرستان طرقبه شاندیز | نقندر            | ۱۰۰            | ۴              | ۳            | ۲                   | ۲                   |
| کال ملائی       | بخش طرقبه شهرستان طرقبه شاندیز | مایان پائین      | ۲۵۰            | ۹              | ۵            | ۳                   | ۳                   |
| کال نخودا       | بخش طرقبه شهرستان طرقبه شاندیز | خانرود           | ۲۵۰            | ۸              | ۵            | ۳                   | ۲                   |
| کال هادی        | بخش طرقبه شهرستان طرقبه شاندیز | خانرود           | ۱۲۰            | ۴              | ۵            | ۷                   | ۵                   |
| کال کدره        | بخش طرقبه شهرستان طرقبه شاندیز | جاغرق            | ۱۲۰            | ۴              | ۳            | ۱۰                  | ۱۰                  |
| کال کدره        | بخش طرقبه شهرستان طرقبه شاندیز | جاغرق            | ۱۵۰            | ۵              | ۳            | ۲                   | ۱                   |
| کال کلاته عبدل  | بخش طرقبه شهرستان طرقبه شاندیز | نقندر            | ۱۲۰            | ۴              | ۴            | ۲                   | ۲                   |
| کاهدر           | بخش طرقبه شهرستان طرقبه شاندیز | گراخک            | ۴۰۰۰           | ۱۴۰            | ۰            | ۶                   | ۵                   |
| کشت دره         | بخش طرقبه شهرستان طرقبه شاندیز | نقندر            | ۲۰۰            | ۹              | ۶            | ۷                   | ۵                   |
| کلاته آقامیرزا  | بخش طرقبه شهرستان طرقبه شاندیز | ابرده پائین      | ۳۰۰            | ۱۲             | ۶            | ۳                   | ۲                   |
| کلاته بالا      | بخش طرقبه شهرستان طرقبه شاندیز | ابرده            | ۳۰۰            | ۱۲             | ۶            | ۷                   | ۵                   |
| کلاته بالا      | بخش طرقبه شهرستان طرقبه شاندیز | گراخک            | ۱۰۰            | ۴              | ۳            | ۵                   | ۵                   |
| کلاته جعفر      | بخش طرقبه شهرستان طرقبه شاندیز | ابرده            | ۱۰۰            | ۵              | ۳            | ۲                   | ۲                   |
| کلاته جعفر      | بخش طرقبه شهرستان طرقبه شاندیز | ابرده            | ۲۰۰            | ۷              | ۴            | ۲                   | ۲                   |
| کلاته حاجی      | بخش طرقبه شهرستان طرقبه شاندیز | ابرده            | ۲۵۰            | ۹              | ۵            | ۵                   | ۳                   |
| کلاته حاجی      | بخش طرقبه شهرستان طرقبه شاندیز | ابرده            | ۲۲۰            | ۹              | ۶            | ۵                   | ۵                   |
| کلاته خاتون     | بخش طرقبه شهرستان طرقبه شاندیز | کلاته خاتون      | ۴۵۰            | ۱۵             | ۶            | ۲                   | ۲                   |
| کلاته خادریها   | بخش طرقبه شهرستان طرقبه شاندیز | خادر             | ۳۰۰            | ۱۰             | ۵            | ۳                   | ۲                   |
| کلاته ذوالفقار  | بخش طرقبه شهرستان طرقبه شاندیز | نقندر            | ۲۰۰            | ۷              | ۴            | ۲                   | ۲                   |
| کلاته رواجی     | بخش طرقبه شهرستان طرقبه شاندیز | ابرده            | ۳۰۰            | ۱۰             | ۶            | ۲                   | ۲                   |
| کلاته ریاحی     | بخش طرقبه شهرستان طرقبه شاندیز | ابرده            | ۲۵۰            | ۱۰             | ۵            | ۳                   | ۳                   |
| کلاته زیر سفلی  | بخش طرقبه شهرستان طرقبه شاندیز | نقندر            | ۳۰۰            | ۱۲             | ۷            | ۸                   | ۷                   |
| کلاته زیر علیا  | بخش طرقبه شهرستان طرقبه شاندیز | نقندر            | ۴۰۰            | ۱۵             | ۷            | ۱۰                  | ۱۳                  |
| کلاته سرچشمه    | بخش طرقبه شهرستان طرقبه شاندیز | نقندر            | ۲۵۰            | ۹              | ۵            | ۳                   | ۲                   |
| کلاته سولار     | بخش طرقبه شهرستان طرقبه شاندیز | ابرده            | ۲۵۰            | ۱۰             | ۵            | ۵                   | ۵                   |
| کلاته سیدها     | بخش طرقبه شهرستان طرقبه شاندیز | ابرده            | ۱۵۰            | ۶              | ۴            | ۵                   | ۵                   |
| کلاته ضابطیان   | بخش طرقبه شهرستان طرقبه شاندیز | ازغد             | ۲۵۰            | ۱۰             | ۴            | ۱۰                  | ۱۰                  |
| کلاته عباسعلی   | بخش طرقبه شهرستان طرقبه شاندیز | بزوشک            | ۱۲۰            | ۴              | ۴            | ۴                   | ۴                   |
| کلاته عباسی     | بخش طرقبه شهرستان طرقبه شاندیز | گراخک            | ۱۵۰            | ۵              | ۴            | ۳                   | ۲                   |
| کلاته عباسی     | بخش طرقبه شهرستان طرقبه شاندیز | گراخک            | ۱۲۰            | ۶              | ۴            | ۴                   | ۴                   |
| کلاته عبدل      | بخش طرقبه شهرستان طرقبه شاندیز | نقندر            | ۳۵۰            | ۱۲             | ۴            | ۳                   | ۲                   |
| کلاته عبدل      | بخش طرقبه شهرستان طرقبه شاندیز | نقندر            | ۳۵۰            | ۱۲             | ۷            | ۵                   | ۵                   |
| کلاته قنبر      | بخش طرقبه شهرستان طرقبه شاندیز | نقندر            | ۳۵۰            | ۱۳             | ۶            | ۲                   | ۲                   |
| کلاته محمدشریف  | بخش طرقبه شهرستان طرقبه شاندیز | ابرده پائین      | ۸۰             | ۴              | ۳            | ۲                   | ۲                   |
| کلاته ملا       | بخش طرقبه شهرستان طرقبه شاندیز | گراخک            | ۳۰۰            | ۱۱             | ۷            | ۱۰                  | ۱۰                  |
| کلاته ملاحاجی   | بخش طرقبه شهرستان طرقبه شاندیز | ابرده پائین      | ۲۰۰            | ۷              | ۴            | ۲                   | ۲                   |
| کلاته ملاحسن    | بخش طرقبه شهرستان طرقبه شاندیز | کلاته پائین      | ۲۵۰            | ۹              | ۵            | ۲                   | ۲                   |
| کلاته میرزا     | بخش طرقبه شهرستان طرقبه شاندیز | ابرده            | ۵۰۰            | ۱۸             | ۶            | ۵                   | ۵                   |
| کلاته نقیب      | بخش طرقبه شهرستان طرقبه شاندیز | نقندر            | ۲۵۰            | ۱۰             | ۵            | ۲                   | ۲                   |
| کلاته نقیب بالا | بخش طرقبه شهرستان طرقبه شاندیز | مایان بالا       | ۷۰             | ۳              | ۳            | ۵                   | ۵                   |
| کلاته پائین     | بخش طرقبه شهرستان طرقبه شاندیز | گراخک            | ۱۲۰            | ۵              | ۴            | ۸                   | ۸                   |
| کلاته پشته راه  | بخش طرقبه شهرستان طرقبه شاندیز | خادر             | ۱۲۰            | ۵              | ۴            | ۲                   | ۲                   |
| کلاته گل صادق   | بخش طرقبه شهرستان طرقبه شاندیز | نقندر            | ۱۵۰            | ۵              | ۴            | ۲                   | ۲                   |
| کهر زرد         | بخش طرقبه شهرستان طرقبه شاندیز | کلاته چور        | ۷۰             | ۳              | ۲            | ۴                   | ۳                   |
| کوژدر           | بخش طرقبه شهرستان طرقبه شاندیز | ازغد             | ۱۲۰            | ۵              | ۳            | ۱۲                  | ۱۲                  |
| کیدره           | بخش طرقبه شهرستان طرقبه شاندیز | نقندر            | ۱۰۰            | ۵              | ۳            | ۲                   | ۲                   |
| کیدره           | بخش طرقبه شهرستان طرقبه شاندیز | نقندر            | ۱۰۰            | ۴              | ۵            | ۲                   | ۳                   |
| گرو پائین       | بخش طرقبه شهرستان طرقبه شاندیز | زشک              | ۲۰۰            | ۸              | ۵            | ۷                   | ۷                   |
| گروبالا         | بخش طرقبه شهرستان طرقبه شاندیز | زشک              | ۴۰۰            | ۱۵             | ۷            | ۸                   | ۵                   |
| گل آباد         | بخش طرقبه شهرستان طرقبه شاندیز | جاقرق            | ۳۰۰            | ۱۰             | ۱۵           | ۷                   | ۸                   |
| گل دره          | بخش طرقبه شهرستان طرقبه شاندیز | مایون پائین      | ۷۰             | ۳              | ۳            | ۴                   | ۳                   |
| گلزودر          | بخش طرقبه شهرستان طرقبه شاندیز | دهبار            | ۳۰۰            | ۱۴             | ۷            | ۵                   | ۵                   |
| گلستان          | بخش طرقبه شهرستان طرقبه شاندیز | گلستان           | ۱۳۰۰           | ۵۰             | ۱۲           | ۱۷                  | ۱۵                  |
| گلوبند          | بخش طرقبه شهرستان طرقبه شاندیز | گلوبند           | ۵۰۰            | ۱۸             | ۷            | ۴                   | ۴                   |
| گل‌آباد          | بخش طرقبه شهرستان طرقبه شاندیز | جاقرق            | ۱۵۰            | ۵              | ۴۰           | ۵                   | ۶                   |
| گوش دره         | بخش طرقبه شهرستان طرقبه شاندیز | کنگ              | ۵۰             | ۴              | ۳            | ۳                   | ۳                   |